# Assembleia Nacional (Malawi)

Brasão de armas do Malawi.

A Assembleia Nacional do Malawi é o órgão legislativo supremo da nação. Está situado na Capital Hill, Lilongwe, ao longo do Caminho Presidencial. Somente a Assembleia Nacional possui supremacia legislativa e, portanto, poder supremo sobre todos os outros órgãos políticos do Malawi. À sua frente está o Presidente da Câmara, eleito pelos seus pares. Desde 19 de junho de 2019, o Orador é Catherine Gotani Hara.
A Constituição de 1994 previa um Senado, mas o Parlamento a revogou. O Malawi, portanto, tem uma legislatura unicameral na prática. A Assembleia Nacional tem 193 membros do Parlamento (MPs) que são eleitos diretamente em grupos constituintes de um único membro usando o sistema de maioria simples (ou primeiro após o cargo) e cumprem mandatos de cinco anos.